# Joseph Gerrald

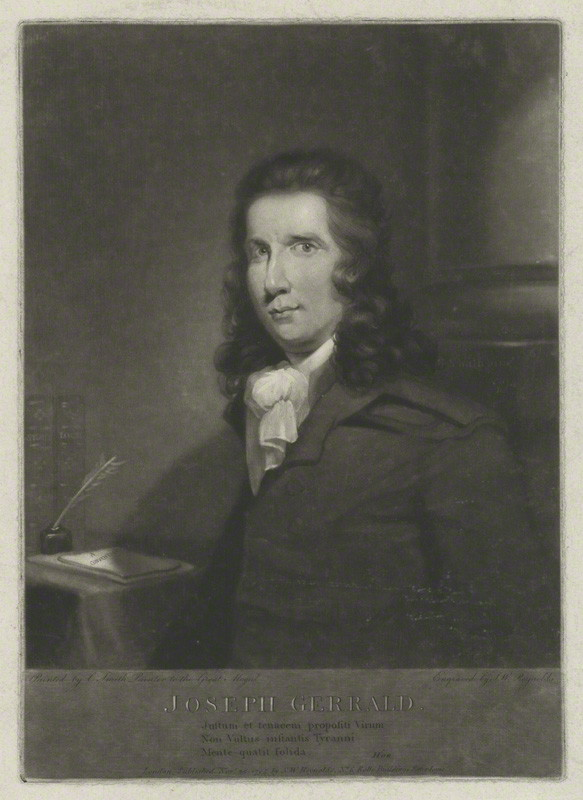
Bildnis von Joseph Gerrald

Joseph Gerrald (* 9. Februar 1763 auf St. Kitts, Westindische Inseln; † 16. März 1796 in Sydney, Sträflingskolonie Australien) war ein Rechtsanwalt, politischer Reformer und bedeutendes Mitglied der London Corresponding Society, einer Organisation, die sich für bürgerliche Rechte und die Abschaffung der Monarchie in England einsetzte. Er war einer der ersten politischen Sträflinge, die nach Australien deportiert wurden. Er war einer von fünf sogenannten Schottischen Märtyrer.

## Frühes Leben
Joseph Gerrald war das einzige Kind von Joseph Gerrald († 1775), ein Plantagenbesitzer und Nachkömmling einer wohlhabenden irischen Familie, und seiner zweiten Frau Ann, geborene Rogers. Seine Eltern kehrten im Jahr 1765 nach London in England zurück. Kurz darauf starb seine Mutter. Joseph Gerald lebte anschließend bei einer Freundin seiner Mutter und ging in Hammersmith zur Schule, die er im Alter von 11 Jahren verließ. Sein Vater starb im Jahr 1775 auf den Westindischen Inseln. Gerralds Onkel schickten ihn auf eine Akademie, die von Samuel Parr geführt wurde. Durch Parr wurde Gerrald mit William Pitt dem Jüngeren, dem zweimaligen Premierminister von England, und Richard Brinsley Sheridan bekannt. Auf dieser Schule glänzte er durch seine Intelligenz und schnelle Auffassungsgabe, aber er war unterfordert und dadurch unzufrieden. Dies äußerte er öffentlich und wurde daraufhin aus der Schule entfernt.
1780 kehrte er auf die Westindischen Inseln zurück, um sein Erbe zu ordnen, das ihm sein Vater vernachlässigt hinterlassen hatte. Kurz nach seiner Ankunft heiratete er. Mit seiner Ehefrau hatte er einen Sohn und eine Tochter. Kurz nach der letzten Geburt starb seine Frau, Gerrald war damals gesundheitlich angegriffen und musste allein für seine Kinder sorgen. Er verließ die Westindischen Inseln und ging in die Vereinigten Staaten, wo er einige Jahre auf Gerichtshöfen von Pennsylvania arbeitete. In den frühen 1788er Jahren kehrte er mit angegriffener Gesundheit nach England zurück.

## Politisches Leben

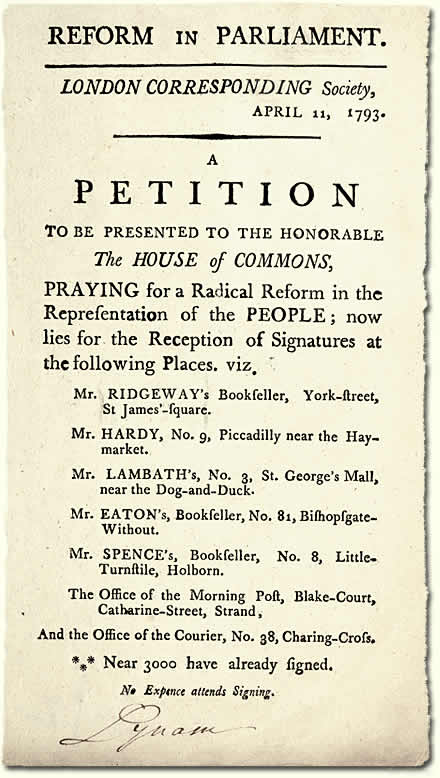
Petition der London Corresponding Society von 1793

Ab 1788 engagierte sich Gerrald in der London Corresponding Society, eine Organisation, die für eine Parlamentsreform eintrat und damit den Einfluss des Adels in der Politik zurückdrängen wollte. Am 24. Oktober 1793 vertrat er mit Maurice Margarot die London Corresponding Society auf einer Tagung in Edinburgh, die eine Petition für eine Parlamentsreform verfasste. Dies passte der Obrigkeit nicht und sie wurden mit weiteren Delegierten am 5. und 6. Dezember 1793 wegen Volksverhetzung verhaftet. Um seine Privatangelegenheiten zu ordnen, wurde aus der Haft entlassen. In einem anschließenden Prozess kam es zur Verurteilung der politischen Reformer Maurice Margarot und William Skirving und sie wurden wegen Volksverhetzung zu einer 14-jährigen Deportation nach Australien verurteilt. Gerrald Freunde rieten ihm, nicht zu dem Prozess anzureisen, sondern in die Vereinigten Staaten zu fliehen. Gerrald kehrte aber zu seinem Prozess nach Edinburgh im März 1794 zurück, verteidigte sich allerdings ohne Erfolg. Trotz seiner damals bereits erkennbaren fortgeschrittenen Erkrankung wurde er verurteilt; dies kam einem Todesurteil gleich.
Am 2. Mai 1795 kam er an Bord des Sträflingstransporters Sovereign und wurde nach New South Wales transportiert. Das Schiff erreichte am 5. November 1795 mit dem an fortgeschrittener Tuberkulose erkrankten Gerrald den Hafen von Sydney. Er konnte zwar ein Haus mit einem Garten erwerben und musste keine Sträflingsarbeit verrichten, aber seine Erkrankung zwang ihn, Hilfe bei Thomas Fyshe Palmer zu suchen, der ihn in seinem Haus aufnahm. Trotz der Hilfe des obersten Arztes der englischen Kolonie, des Chirurgen George Bass, starb er am 16. März 1796.

## Nachwirken
Joseph Gerrald wird zu den fünf Schottischen Märtyrern gezählt. Das Political Martyrs Monument, ein 27 Meter hoher Obelisk aus Sandstein, der auf dem Old Calton Burial Ground auf dem Calton Hill in Edinburgh im August 1844 errichtet wurde, trägt gemeinsam mit den vier sog. Schottischen Märtyrern seinen Namen. Dies ist auch auf einem Mahnmal aus Metall in Huntershill Village und auch auf dem Nunhead Cementary in Surrey der Fall.

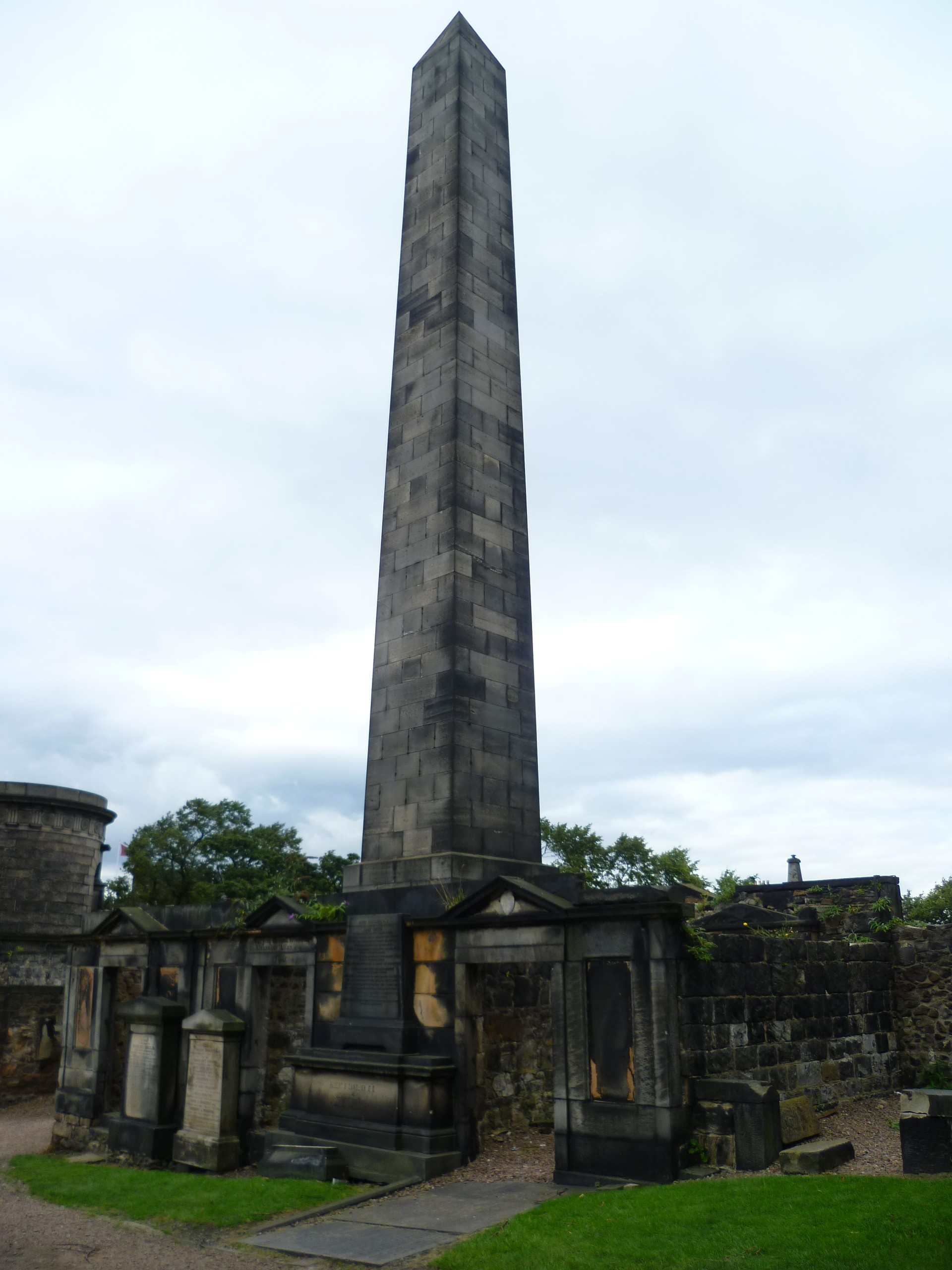
Sandstein-Obelisk in Edinburgh
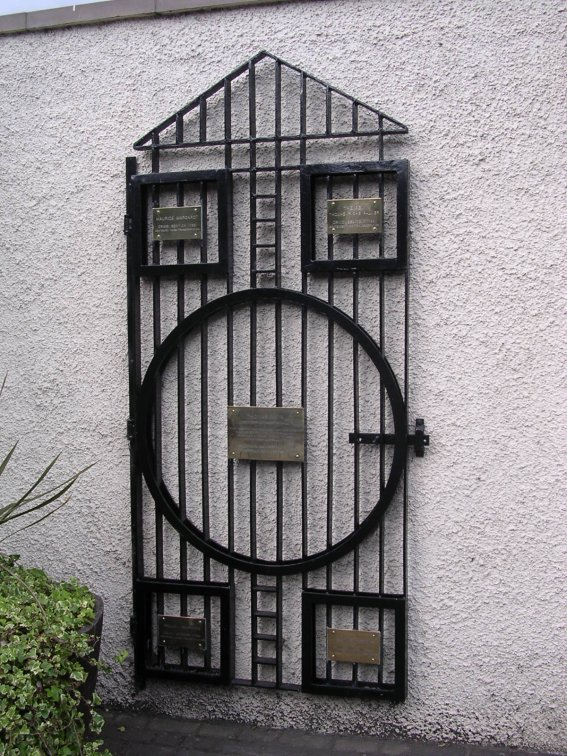
Mahnmal in Form eines Tores in Huntershill Village
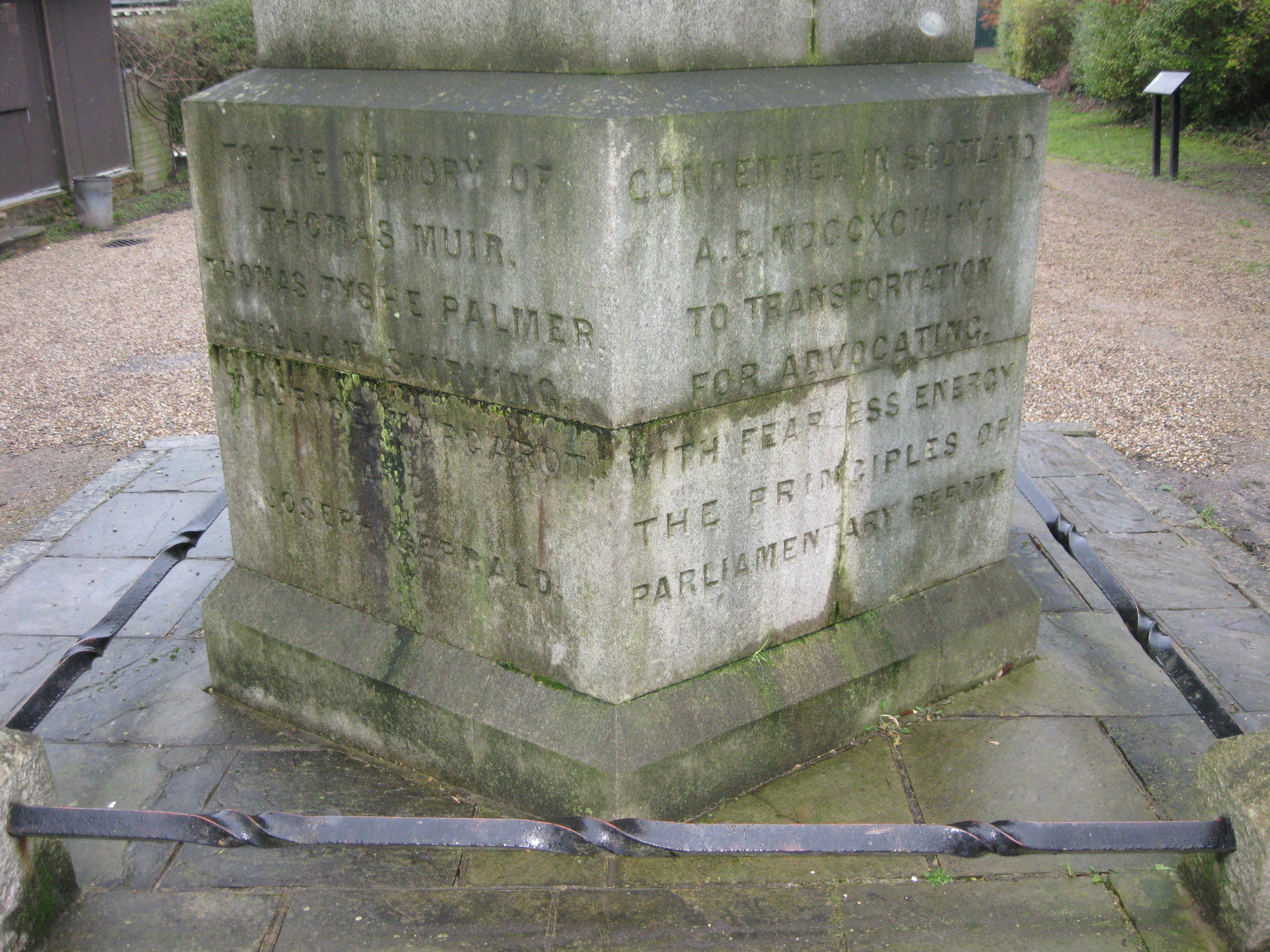
Name auf dem Mahnmal des Nunhead Cementary